# Chris White (saxophoniste)
Pour les articles homonymes, voir White et Chris White.
Chris White, né le 13 juillet 1955 à Bristol, est un saxophoniste ténor et flûtiste britannique. 
Il a rejoint Dire Straits pour la tournée de l'album Brothers in Arms en 1986, et est apparu avec le groupe au concert Live Aid. Sa participation avec Dire Straits s'étend à l'album On Every Street et la tournée suivante. On peut l'entendre sur l'album live On the Night. Chris White est maintenant un membre du groupe The Dire Straits Experience qui reprend sur scène des titres de Dire Straits.